# James Stanley Hey
James Stanley Hey, genannt Stanley Hey, (* 3. Mai 1909 in Nelson, Lancashire; † 27. Februar 2000 wahrscheinlich in Eastbourne) war ein britischer Pionier der Radioastronomie.

## Leben
Hey studierte Physik an der University of Manchester mit dem Master-Abschluss 1931 in Röntgenkristallographie. Danach war er Lehrer und im Zweiten Weltkrieg in der Radarforschung, speziell Radar-Gegenmaßnahmen von deutscher Seite. Dabei entdeckte er auch Radiostrahlung von Sonnenflecken (was unabhängig 1942 George Clark Southword in den USA entdeckte), und bei der Verfolgung von V2-Raketen mit Radar entdeckte er Radarreflexionen von ionisierten Gasen in den Bahnen von Meteoriten. Beides wurde erst nach dem Krieg veröffentlicht. 1949 wurde er Direktor der Army Operational Research Group (AORG), der er seit 1942 angehörte. Nach dem Krieg forschte er ab 1952 am Royal Radar Establishment in Malvern, Worcestershire, von 1962 bis zu seinem Ruhestand 1966 als Leiter der Forschung.
Er entdeckte mit Kollegen, dass Radiostrahlung aus Richtung von Cygnus A in der Milchstraße stark fluktuierte, und sie schlossen auf eine Gruppe diskreter Objekte. Das war die erste extragalaktische Radioquelle, die gefunden wurde, wenn sich die damals beobachteten Fluktuationen auch als sekundär durch die Ionosphäre bedingt herausstellten.
In Malvern trieb er die Entwicklung der Radioastronomie vom m-Bereich in den cm-Bereich voran, beginnend mit einem umgebauten deutschen Würzburg-Gerät (10 cm Wellenlänge). Anfang der 1960er Jahre erreichte er mit R. L. Adgie und H. Gent mit einem Interferometer von zwei Teleskopen in einem Abstand von 1 km Auflösungen von 1 Bogensekunde in der Radioastronomie.
Er war Fellow der Royal Society und erhielt 1959 die Eddington-Medaille. 1977 wurde er Ehrendoktor der University of Kent. Der Asteroid (22473) Stanleyhey wurde nach ihm benannt.

## Schriften
- The Radio Universe, Pergamon Press 1971, Online
- Evolution of Radio Astronomy, London: Elek Science 1973